# Akihisa Sonobe
Akihisa Sonobe (ur. 16 grudnia 1964) – japoński piłkarz występujący na pozycji bramkarza.

## Kariera klubowa
Od 1983 do 1994 roku występował w klubie Urawa Reds.